# Bátaszék
Bátaszék è una città di 6 626 abitanti situata nella contea di Tolna, nell'Ungheria centro-meridionale.

## Amministrazione

### Gemellaggi
Bátaszék è gemellata con:
- Besigheim, Germania
- Ditrău, Romania
- Tekovské Lužany, Slovacchia